# 雪普德
雪普德（英語：Mark Shepherd Jr.，1923年1月18日—2009年2月4日） ，美國企業家，曾任德州儀器公司董事長兼執行長，他於1958年9月12日出席了傑克·基爾比的積體電路展示。

## 生平
雪普德於1923年1月18日出生於美國德克薩斯州達拉斯，其父親是當地的一名警察。他三歲時便開始上私立學校，六歲時製作了真空管，七歲時製作了收音機，並於14歲時高中畢業。 他在德克薩斯州達拉斯的南方衛理會大學就讀，獲得電機工程榮譽學士學位，隨後在伊利諾伊大學取得碩士學位。他曾在美國海軍服役，專門研究圖森號上的雷達和電子系統，並以中尉軍階完成服役。
退役後，雪普德曾在通用電氣和由電視先驅費羅·法恩斯沃斯創立的法恩斯沃斯電視廣播公司工作。

### 德州儀器公司
1948年，雪普德受聘於地球實體服務公司（GSI），當時該公司專注於石油和天然氣鑽探行業；GSI隨後演變為德州儀器。他是1952年公司派往貝爾實驗室研究晶體管的四名工程師之一。德州儀器授權使用貝爾實驗室於1947年發明的電晶體技術，並尋求其應用。
在獲得許可協議後，雪普德組建了一個團隊來生產工作電晶體。1958年，傑克·基爾比發明了積體電路，他擔任半導體團隊的負責人，德州儀器將其用於開發公司的電子計算器、印表機、個人電腦以及玩具。
雪普德領導了公司的國際擴張，在海外（包括日本）開設了半導體製造廠。他專注於削減成本以保持公司的競爭力，從而實施了電腦輔助方法來製造半導體產品。隨著他職業生涯後期來自亞洲供應商的競爭日益激烈，雪普德將德州儀器從消費性產品轉向專注於半導體技術。
在1969年被任命為執行長之前，他曾擔任公司的首席工程師和營運長。
作者邁克爾·馬龍（Michael Malone）將雪普德描述為「不僅推動德州儀器成為半導體領域的世界領導者，而且將晶片行業帶入計算器、數位手錶和玩具領域的消費性電子產品領域，而德州儀器甚至在惠普和英特爾等公司都佔據主導地位」。

### 退休後
雪普德與妻子搬到了德克薩斯州奎特曼的牧場，在那裡飼養長角牛。正如《紐約時報》在其訃告中所描述的那樣，雪普德即使在退休後仍是一名「徹頭徹尾的工程師」，負責牧場上建築物、水壩和消防設備的建設。
2009年2月4日，雪普德因間質性肺病在他位於奎特曼的牧場去世，享年86歲。他身後留下了妻子瑪麗·愛麗絲、兩個女兒、一個兒子和三個孫女。